# تراجر
تراجر هي فرقة فتيان كورية جنوبية تأسست من قبل شركة واي جي إنترتينمنت في 2019.